# Ekkehard IV
Ekkehard IV de Saint-Gall ou Eckhard, Eckhart Ekkehart (né vers 980, mort après 1057 à Saint-Gall) est un érudit, chroniqueur et poète latin. Il est l’élève de Notker Labeo à Saint-Gall. Entre 1022 et 1031, à la demande de l'archevêque Aribon, il est écolâtre de Mayence, puis revient à Saint-Gall.
Il poursuit les chroniques religieuses de Ratbert de Saint-Gall, le Casus Sancti Galli pour les événements s'étalant entre 890 et 972. Ses descriptions ont inspiré aussi bien les Images du passé de l'Allemagne (Bilder aus der deutschen Vergangenheit) de Gustav Freytag que le roman Ekkehard de Joseph Victor von Scheffel (consacré à  Ekkehard II).
Il traduit en outre en latin la Louange de Saint-Gall (Lobgesang auf den heiligen Gallus) et retravaille (à la demande de l'archevêque Aribon) le style de la Vita Waltharii manufortis d’Ekkehard Ier, souvent identifiée dans les publications de recherche avec l'épopée Waltharius, mais qui était plus vraisemblablement une hagiographie. Il composa vers 1030 son recueil de poèmes Liber benedictionum pour les besoins de l'enseignement.

## Œuvres
- Casus Sancti Galli (continuation), éd. Hans F. Haefele, Darmstadt, « Ausgewählte Quellen », 1980
- Liber benedictionum, comprenant 
  - Benedictiones ad mensas
  - Benedictiones super lectores per circulum anni

## Sources
- (de) Friedrich Wilhelm Bautz, « EKKEHARD IV », dans Biographisch-Bibliographisches Kirchenlexikon (BBKL), vol. 1, Hamm, 1975 (ISBN 3-88309-013-1, lire en ligne), colonne 1485 (Article sur Internet Archive)
- (de) Gerold Meyer von Knonau (de), « Ekkehard (Chronist) », dans Allgemeine Deutsche Biographie (ADB), vol. 5, Leipzig, Duncker & Humblot, 1877, p. 792-793
- (de) Franz Brunhölzl (de), « Ekkehart IV. », dans Neue Deutsche Biographie (NDB), vol. 4, Berlin, Duncker & Humblot, 1959, p. 433–434 (original numérisé).
- (de) Katalog der Deutschen Nationalbibliothek (lire en ligne), « Literatur von und über Ekkehard IV. (St. Gallen) »

## Liens
- Ressource relative à la recherche :   - ALCUIN
- Notices dans des dictionnaires ou encyclopédies généralistes :   - Britannica
  - Deutsche Biographie
  - Dictionnaire historique de la Suisse
  - Enciclopedia De Agostini
- Notices d'autorité :   - VIAF
  - ISNI
  - BnF (données)
  - IdRef
  - LCCN
  - GND
  - Italie
  - Belgique
  - Pays-Bas
  - Pologne
  - Israël
  - NUKAT
  - Catalogne
  - Suède
  - Vatican
  - Norvège
  - Tchéquie
  - WorldCat